# Partido Comunista Sul-Africano
O Partido Comunista Sul-Africano (SACP) é um partido comunista na África do Sul. Ele foi fundado em 1921, foi declarado ilegal em 1950, e participou da luta contra o apartheid. É um parceiro da Aliança tripartite com o Congresso Nacional Africano e o Congresso dos Sindicatos Sul-Africano (COSATU) e, como tal, exerce influência no governo Sul-Africano.

## Contexto Histórico da África do Sul
O nascimento do partido comunista na África do Sul remete ao século XIX, a política no país navega conforme as correntes da classe dominante europeia, destacando-se a Britânica e a Holandesa que direcionam essa corrente de acordo com os seus conflitos de interesse, ao final do século essa política é afetada de forma profunda pela ascensão do capital financeiro monopolista e também pelas rivalidades domésticas dentro da África, como também por eventos de importância mundial que viriam a afetar a própria África do sul. Estes eventos seriam a descoberta de recursos minerais de extraordinário valor, como diamantes e ouro, cujo logo o monopólio assumiu controle.
É dentro das minas que se iniciam os movimentos trabalhistas, os operários brancos lutavam por melhores condições financeiras bem como se manter em uma posição privilegiada em relação aos trabalhadores negros africanos que foram igualmente atraídos para o emprego nas mesmas.
De 1870 até o final do século XIX uma onda agressiva de guerras assola a região, lançadas pela Grã-Bretanha a fim de conquistar e dominar todo o subcontinente sul-africano. A guerra dos Boêres marca como o último conflito antes da assinatura do tratado de paz que só foi possível após prolongadas negociações, o Tratado de Vereeniging (31 de maio de 1902) não levou em consideração em nenhum momento a opinião do africano nativo, sendo assim as leis da supremacia branca das repúblicas não foram alteradas, enquanto as políticas voltadas para o favorecimento do homem branco eram expandidas.
A África do Sul não é uma colônia, é um estado independente, no entanto massas do povo nativo não desfrutavam da independência e nem da liberdade. A Grã-Bretanha concede à África do Sul a independência em 1910, o que não chega a ser de fato uma vitória contra as forças do colonialismo, foi apenas uma ação de interesse imperialista, no qual, o poder não foi transferido para a mão das massas, mas sim para as mãos de uma minoria aristocrata e branca.

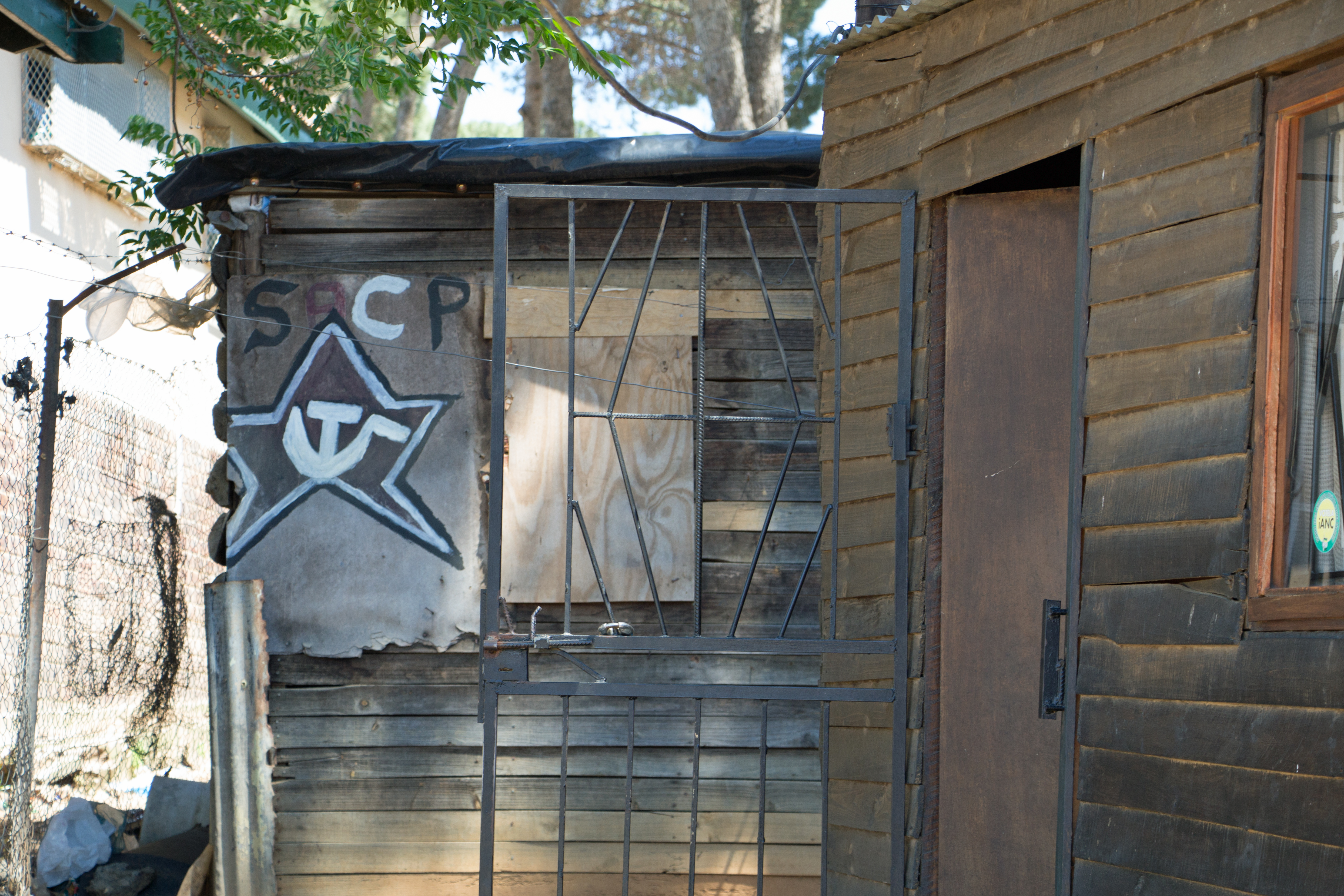
Grafite do SACP em Kayamandi, Stellenbosch, África do Sul. O adesivo redondo na janela à direita diz "Votela iANC" (Vote no ANC)".

Estas condições por qual o povo passa faz com que surjam movimentos diversos de libertação, nos quais, por terem em sua maioria um espírito de unidade africana inspiraram a fundação em 1912 do Congresso Nacional Africano (ANC). A ANC tinha o objetivo de construir uma nação africana unida, visando a libertação e a afirmação de seus direitos. Movimentos trabalhistas surgem, até então o movimento operário rejeitava uma aliança com os de libertação, pois era constituído principalmente por imigrantes europeus que desenvolveram as quatro colônias formadoras da África do Sul, e embora lutassem contra os grandes empresários da mineração e o governo, demonstravam pouca simpatia para com os seus colegas africanos. Estes movimentos iniciaram uma grande quantidade de greves que por sua vez conduziram a confrontos sangrentos, levando milhares de pessoas à morte.
O desenvolvimento dos sindicatos como em outros países foram acompanhados pela formação de partidos políticos da classe trabalhadora, os quais tinham objetivos socialistas mais ou menos definidos. Estes sindicatos e sociedades socialistas se juntaram para lançar um novo partido, o Partido Trabalhista, que por sua vez mantinha uma atitude direitista em relação à população africana oprimida.
Com o início da Primeira Guerra Mundial, o partido sofre uma cisão por questões relacionadas ao envolvimento do país na guerra, bem como em relação ao povo negro africano. Sendo assim os partidários da libertação e contra a entrada do país na guerra se desvinculam do partido. Posteriormente a Revolução Russa em 1917 traz consigo um grande impacto sobre os trabalhadores oprimidos na África do Sul, Lenin estabeleceu as bases teóricas para a aliança da classe trabalhadora revolucionária e dos movimentos de libertação nacional em escala mundial e teve grande influência sobre os Sul-africanos engajados na causa da luta de classes.

## História do Partido

Bandeira do partido

O Partido Comunista da África do Sul foi criado na Cidade do Cabo em 30 de Julho de 1921, através do embalo da revolução russa de 1917 e todo movimento internacional dos trabalhadores, com intuito de organizar a classe trabalhadora sul-africana na década de 1920. Foi formado por pelo menos outras seis instituições socialistas em todo território nacional. Pretendiam unificar negros e brancos, apesar de ter sido formado inicialmente por brancos, para lutar contra o capitalismo nacional e internacional, com a formação de uma frente de luta internacional (com apoio nas ideias de Lenin e Trotsky). Assim como exposto no manifesto do partido na conferência inaugural:
E é nessa direção que o mundo está realmente evoluindo, pois a Rússia é apenas o primeiro país onde a classe trabalhadora percebeu de maneira prática que a indústria não precisa de exploradores, e que a agricultura não possui proprietários, bloqueando-os. Essa vitória pioneira estabeleceu o ritmo da política de todo o mundo hoje; todos sentem que os outros estão obrigados a seguir o exemplo russo. (PCSA, p. 1, 1921)
Tinham por objetivo a socialização dos meios de produção e ocupação a partir da administração popular das fábricas e campos, com a força de uma classe trabalhadora politizada e que usufruiria de uma sociedade sem classes sociais. Além disso, desde o manifesto estão presentes as estratégias para a conscientização das massas – através da aplicação do Manifesto do Partido Comunista Alemão (1848), do Manifesto do próprio partido recém-criado (1921) e pelas recentes experiências na União das Repúblicas Socialistas Soviéticas, em portas de fábricas e posteriormente no campo.
Na Conferência Inaugural do Partido Comunista Sul-Africano (Partido Comunista Sul-Africano - seção internacional) foi adotado um manifesto de constituição inicial, na qual guiaria a luta da classe trabalhadora contra uma elite privilegiada. Foi eleita a sede, em Johannesburg, e os cargos executivos divididos em: C. B. Tyler como presidente; W. H. Andrews como secretário-geral e S.P. Bunting como Tesoureiro.
O partido nasce de uma cisão do Partido Trabalhista, que tinha uma ala de direita, e portanto impediria o objetivo de emancipação da classe e internacionalização da luta, assim como proposto pela Liga Socialista Internacional. Ao romper com o Partido Trabalhista o PCSA cria uma nova concepção de luta a partir da unificação dos povos – o fim do segregacionismo racial com a organização dos trabalhadores negros.
O país, no fim do século XIX e início do século XX, sofreu com disputas entre holandeses e britânicos em busca de território; a colonização e o imperialismo britânico; a exploração de seus recursos naturais (principalmente o ouro); processo de capitalismo monopolista; a segregação racial e empobrecimento das classes dominadas. Dentro desta lógica o partido se destaca nacionalmente por tomar frente na Greve dos Mineiros em 1922 – movimento requerido por brancos contra o aumento dos salários dos negros em detrimento do salário dos brancos, pelo patronato. Uma greve essencialmente de cunho racista, contudo o partido enxergou nesse episódio um contraste de classe, em que o grande capital empobrecia parte da classe trabalhadora. O partido, lançando mão da união dos povos contra o capital financeiro, encampou a ideia de lutar contra o racismo dentro do movimento grevista. O partido levanta a bandeira contra o racismo que até então era deixada de lado, bem como a melhoria da condição trabalhista dos operários. Este processo de transformação é uma perspectiva essencial para a história sul-africana. Ou seja, se destacou em duas grandes e nobres lutas sociais.

## Combate às ideias nazi-fascistas e segregacionistas
Já década de 1930 o partido teve grande influência na luta contra o fascismo de Benito Mussolini, culminando em uma Liga Antifascista, que teve forte apelo popular. Assim como a luta pela participação de negros nas forças armadas para combate na segunda guerra mundial (1939-1945), na defesa da União Soviética - que engendrou uma grande campanha em prol de sua defesa. A adesão foi tamanha que viram seus membros aumentarem consideravelmente, conseguindo lançar nove candidatos nas eleições gerais em 1943. Em 1950 o PCSA foi considerado ilegal, no contexto de guerra fria, pela Lei das Organizações Ilegais, mais tarde conhecida como Lei de Supressão do Comunismo, já em 1953 há uma nova fundação do partido, no entanto conseguem a suspensão da proibição somente em 1990. Fato que não ocorreu somente com o PCSA, essa medida se estendeu também à sindicatos, outros partidos ou qualquer outra instituição/pessoa que se identificasse com a classe trabalhadora, além de na prática legitimar tortura e a eliminação dos inimigos – sob influências fascistas e neonazistas.
Engana-se quem pensa o privilégio branco somente com o início do Apartheid.  No contexto pré-Apartheid os brancos tinham muitos privilégios e uma situação econômica muito superior a dos negros, em suas condições de colonos ou colonizadores. No início da década de 1920, por exemplo, no cenário de crise pós-guerra (primeira guerra mundial 1914-1918) os brancos ganhavam melhores salários que os negros no comércio e extração de ouro. (PCSA, p. 2, 2013) Gerando o que se pode denominar: um processo de acumulação de capital, com base no racialismo. Este processo pode ser notado em documentos do partido anos depois: 
"Em suma, é uma notável avaliação marxista-leninista da estrutura fundamental do caráter da sociedade sul-africana, cuja aptidão e relevância foram justificadas, em vez de tornadas obsoletas pela passagem do tempo. Sua ênfase no "tipo colonial do país", na "frente branca unida para a exploração da população nativa", entre o imperialismo britânico e a burguesia branca sul-africana. prenuncia o Programa adotado pelo Partido Comunista Sul-Africano em 1962, com o benefício de trinta anos de experiência e estudo." (PCSA, p.11, 2013)
A repercussão, no mundo, da contribuição do partido foi grande, mais de 47 países se posicionaram e homenagearam o Partido Comunista Sul-Africano.

## Objetivos
O Partido Comunista Sul-africano tinha inúmeros objetivos, entre eles a superação do capitalismo sul-africano, a expansão do socialismo pelo mundo e o fim da divisão entre etnias.
O objetivo do partido em 1984 declarado em sua constituição: 
[...] a libertação nacional do povo africano em particular, e dos negros em geral, a destruição do poder econômico e político da classe dominante racista e o estabelecimento de um estado unido de poder popular no qual a classe trabalhadora será a força dominante e passará ininterruptamente para a emancipação social e a abolição total da exploração do homem pelo homem. (apud PCSA, p.2, 1988) 
Objetivos do partido em sua constituição de 1989:
a. acabar com o sistema de exploração capitalista e estabelecer uma república socialista baseada na propriedade comum dos meios de produção;
b. organizar, educar e liderar a classe trabalhadora na busca desse objetivo estratégico e o objetivo mais imediato de conquistar os objetivos da revolução democrática nacional que está inseparavelmente ligada a ela. O principal conteúdo da revolução democrática nacional é a libertação nacional do povo africano em particular, e do povo negro em geral, a destruição do poder econômico e político da classe dominante racista e o estabelecimento de um estado unificado de poder popular. em que a classe trabalhadora será a força dominante e se moverá ininterruptamente para a emancipação social e a abolição total da exploração do homem pelo homem;
c. participar e fortalecer a aliança de libertação de todas as classes e camadas cujos interesses são atendidos pelos objetivos imediatos da revolução democrática nacional. Esta aliança é expressa através da frente de libertação liderada pelo Congresso Nacional Africano;
d. difundir a mais ampla compreensão possível da ideologia do marxismo-leninismo e sua aplicação às condições sul-africanas, particularmente entre a classe trabalhadora;
e. combater o racismo, o tribalismo, a discriminação sexual, o regionalismo, o chauvinismo e todas as formas de nacionalismo estreito;
f. promover as ideias do internacionalismo proletário e a unidade dos trabalhadores da África do Sul e do mundo, e participar e fortalecer o Movimento Comunista Mundial.